# زونیای
زونیای (به لاتین: Zunyi) یک شهر مرکزی در جمهوری خلق چین است که در گوئیژو واقع شده‌است.

## خصوصیات
زونیای ۳۰٬۷۶۳ کیلومترمربع مساحت و ۶٬۱۲۷٬۰۰۹ نفر جمعیت دارد و ۸۶۵ متر بالاتر از سطح دریا واقع شده‌است.